# Paul McCracken
Paul George McCracken (New York, 11 settembre 1950) è un ex cestista statunitense, professionista nella NBA.

## Palmarès

### Squadra
- Campione EBA (1978)
- Campionato israeliano: 1

Maccabi Tel Aviv: 1978-79
- Coppa di Israele: 1

Maccabi Tel Aviv: 1978-79

### Individuale
- EBA Most Valuable Player (1978)